# Molippa
Molippa este un gen de molii din familia Saturniidae. 

## Specii
- Molippa azuelensis Lemaire, 1976
- Molippa basina Maassen & Weyding, 1885
- Molippa basinoides Bouvier, 1926
- Molippa bertrandi Lemaire, 1982
- Molippa bertrandoides Brechlin & Meister, 2008
- Molippa binasa (Schaus, 1924)
- Molippa convergens (Walker, 1855)
- Molippa coracoralinae Lemaire & Tangerini, 2002
- Molippa cruenta (Walker, 1855)
- Molippa eophila (Dognin, 1908)
- Molippa flavocrinata Mabille, 1896
- Molippa larensis Lemaire, 1972
- Molippa latemedia (Druce, 1890)
- Molippa luzalessarum Naumann,Brosch & Wenczel, 2005
- Molippa nibasa Maassen & Weyding, 1885
- Molippa ninfa (Schaus, 1921)
- Molippa pearsoni Lemaire, 1982
- Molippa pilarae Naumann, Brosch, Wenczel & Bottger, 2005
- Molippa placida (Schaus, 1921)
- Molippa rosea (Druce, 1886)
- Molippa sabina Walker, 1855
- Molippa simillima Jones, 1907
- Molippa strigosa (Maassen & Weyding, 1885)
- Molippa superba (Burmeister, 1878)
- Molippa tusina (Schaus, 1921)
- Molippa wenczeli Meister & Brechlin, 2008
- Molippa wittmeri Lemaire, 1976